# Mykolajiw (Stryj)
Mykolajiw (ukrainisch Миколаїв ⓘ; polnisch: Mikołajów; russisch Николаев Nikolajew), auch Mykolajiw am Dnister (ukrainisch Миколаїв над Дністром Mykolajiw nad Dnistrom; polnisch: Mikołajów nad Dniestrem; russisch Николаев над Днестром Nikolajew nad Dnjestrom), ist eine  ukrainische Stadt mit etwas mehr als 14.000 Einwohnern. Sie war die Rajonshauptstadt des gleichnamigen Rajons Mykolajiw, liegt in der Oblast Lwiw (Lemberg) und befindet sich südlich der Bezirkshauptstadt Lemberg. Die nächstgrößere Stadt ist Nowyj Rosdil.

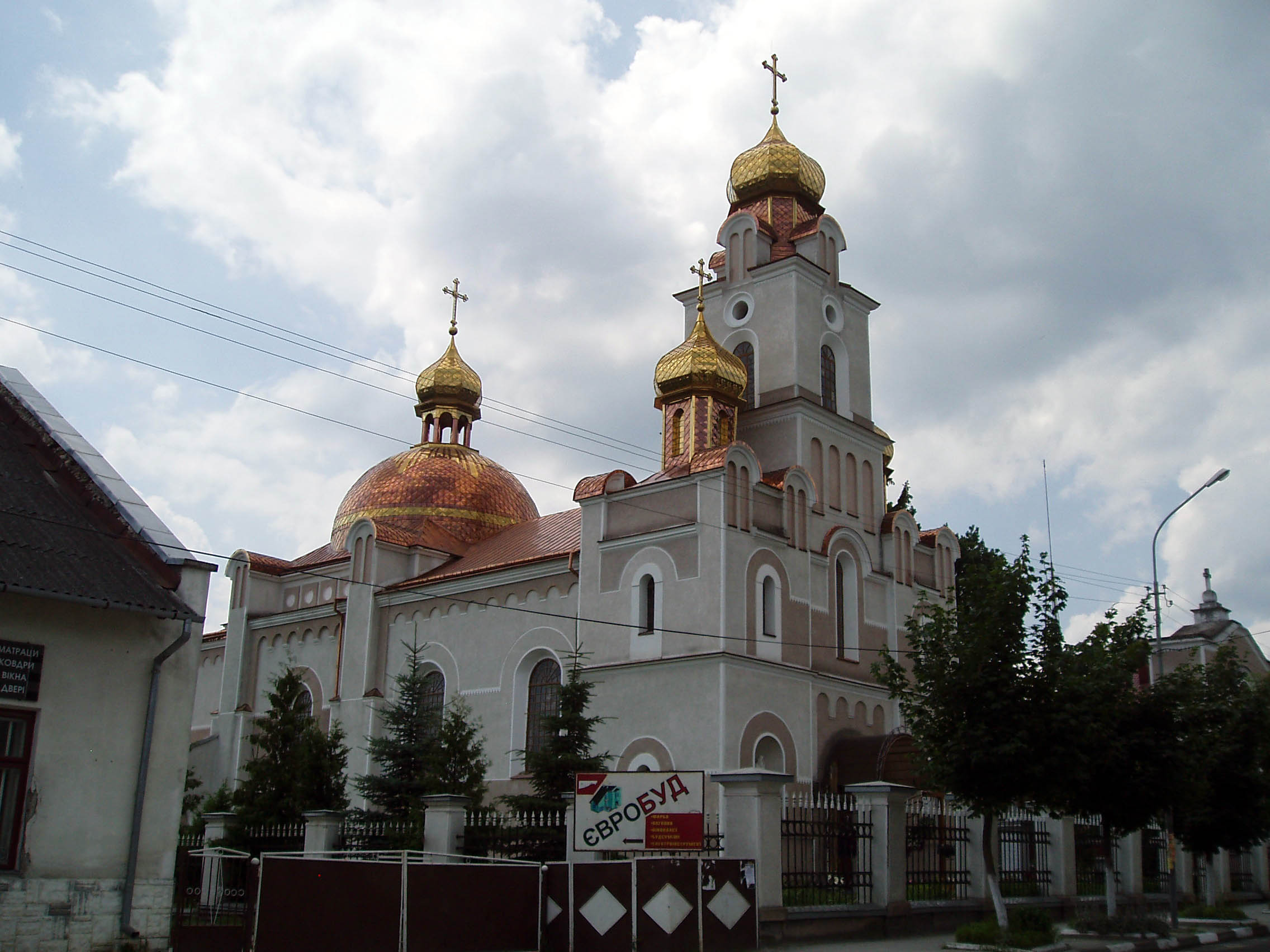
Blick auf eine Kirche im Ort

## Geschichte
Die Stadt wurde 1570 zum ersten Mal schriftlich erwähnt und erhielt 1578 das Magdeburger Stadtrecht, welches 1940 erneuert wurde. Bis 1772 gehörte sie zu Polen innerhalb der Woiwodschaft Ruthenien, danach verblieb die Stadt bis 1918 beim österreichischen Kronland Galizien, hier war Mikołajów zwischen 1850 und 1867 Sitz einer Bezirksverwaltung für den Bezirk Mikołajów, kam aber dann zur Bezirkshauptmannschaft Żydaczów und erhielt ein Bezirksgericht. Danach kam sie zur Zweiten Polnischen Republik und lag hier in der Woiwodschaft Stanislau im Powiat Żydaczów. Nach der Sowjetischen Besetzung Ostpolens kam das nunmehr Nikolajew (Николаев) genannte Dorf zur Ukrainischen SSR als Teil der Oblast Drogobytsch innerhalb der Sowjetunion, 1940 wurde sie wieder mit dem Stadtrecht ausgestattet und gleichzeitig Rajonshauptstadt des Rajons Nikolajew. 1941 bis 1944 war sie von Deutschland besetzt und wurde hier im Distrikt Galizien der Kreishauptmannschaft Stryj unterstellt. Bereits seit 1873 existiert südlich des Ortes Richtung Dnister die Bahnstrecke Lwiw–Stryj–Tschop.

## Verwaltungsgliederung
Am 12. Juni 2020 wurde die Stadt zum Zentrum der neu gegründeten Stadtgemeinde Mykolajiw (Миколаївська міська громада/Mykolajiwska miska hromada) im Rajon Stryj. Zu dieser zählen die 23 in der untenstehenden Tabelle aufgelistetenen Dörfer; bis dahin war sie Teil der Stadtratsgemeinde Mykolajiw als Teil des Rajons Mykolajiw.
Zur ehemaligen Stadtratsgemeinde gehörte auch das Dorf Saklad (Заклад), seit dem 5. September 2015 ist dieses verwaltungstechnisch ein Teil der neugegründeten Landgemeinde Trostjanez. Die Siedlung Lypiwka ist seit dem 3. Juli 2012 eine eigenständige Gemeinde und gehört seit 2015 ebenfalls zur neugegründeten Landgemeinde Trostjanez.
Folgende Orte sind neben dem Hauptort Mykolajiw Teil der Gemeinde:
| Name                     | Name               | Name                                      | Name                |
| ukrainisch transkribiert | ukrainisch         | russisch                                  | polnisch            |
| ------------------------ | ------------------ | ----------------------------------------- | ------------------- |
| Biltsche                 | Більче             | Бильче                                    | Bilcze              |
| Bolonja                  | Болоня             | Болоня                                    | Kłyniki             |
| Drohowysch               | Дроговиж           | Дроговиж (Drogowisch)                     | Drohowyże           |
| Hirske                   | Гірське            | Горское (Gorskoje)                        | Horucko             |
| Honjatytschi             | Гонятичі           | Гонятичи (Gonjatitschi)                   | Honiatycze          |
| Kahujiw                  | Кагуїв             | Кагуев (Kagujew)                          | Kahujów             |
| Kolodruby                | Колодруби          | Колодрубы                                 | Kołodruby           |
| Krynyzja                 | Криниця            | Криница (Kriniza)                         | Krynica             |
| Lypyzi                   | Липиці             | Липицы (Lipizy)                           | Lipice              |
| Lystwjanyj               | Листв'яний         | Листвяный (Listwjany)                     | Blatówka            |
| Mala Horoschanna         | Мала Горожанна     | Малая Горожанна (Malaja Goroschanna)      | Horożanna Mała      |
| Nowosilky-Oparski        | Новосілки-Опарські | Новосёлки-Опарские (Nowosjolki-Oparskije) | Nowosiołki Oparskie |
| Pawuky                   | Павуки             | Пауки (Pauki)                             | Pauki               |
| Pidlissja                | Підлісся           | Подлесье (Podlessje)                      | Kałużówka           |
| Powerhiw                 | Повергів           | Повергов (Powergow)                       | Powerchów           |
| Radelytschi              | Раделичі           | Раделичи (Radelitschi)                    | Radelicz            |
| Rudnyky                  | Рудники            | Рудники (Rudniki)                         | Rudniki             |
| Rytschahiw               | Ричагів            | Рычагов (Rytschagow)                      | Ryczychów           |
| Sajkiw                   | Сайків             | Сайков (Saikow)                           | Sajków              |
| Trudowe                  | Трудове            | Трудовое (Trudowoje)                      | Kolonia Halicka     |
| Ustja                    | Устя               | Устье (Ustje)                             | Uście               |
| Welyka Horoschanna       | Велика Горожанна   | Великая Горожанна (Welikaja Goroschanna)  | Horożanna Wielka    |
| Werbisch                 | Вербіж             | Вербиж                                    | Werbiż              |

## Söhne und Töchter der Stadt
- Walery Łoziński (1837–1861), Dichter
- Uljana Krawtschenko (1860–1947), Dichterin
- Boris Brainin (1905–1996), Deutschlehrer, Übersetzer, Schriftsteller
- Marjan Schwed (* 1997), Fußballspieler